# Solt
Solt là một thành phố thuộc hạt Bács-Kiskun, Hungary. Thành phố này có diện tích 132,67 km², dân số năm 2010 là 6470 người, mật độ 49 người/km².